# 7547 Martinnakata
7547 Martinnakata este o planetă minoră (asteroid), cu un diametru de 3,317 km, din centura de asteroizi. A fost descoperită pe 25 iunie 1979 la Observatorul Siding Spring de Eleanor F. Helin și a fost numită după Martin Nakata⁠(d). 
Obiectul prezintă o orbită caracterizată de o semiaxă mare de 2,8391758 UAi, o excentricitate de 0,03, o înclinație de 2,25347 ° în raport cu ecliptica.